# JC Ferrero Challenger Open 2023
Il JC Ferrero Challenger Open 2023 è stato un torneo maschile di tennis professionistico giocato sul cemento. È stata la 6ª edizione del torneo, facente parte della categoria Challenger 100 nell'ambito dell'ATP Challenger Tour 2023. Si è giocato alla JC Ferrero Academy di Alicante, in Spagna, dal 2 all'8 ottobre 2023.

## Partecipanti

### Teste di serie
| Nazionalità | Giocatore              | Ranking* | Testa di serie |
| ----------- | ---------------------- | -------- | -------------- |
| Francia     | Constant Lestienne     | 94       | 1              |
| Slovacchia  | Alex Molčan            | 113      | 2              |
| Spagna      | Pedro Martínez         | 116      | 3              |
| Francia     | Benoît Paire           | 121      | 4              |
| Francia     | Arthur Cazaux          | 125      | 5              |
| Germania    | Maximilian Marterer    | 126      | 6              |
| Argentina   | Thiago Agustín Tirante | 143      | 7              |
| Italia      | Mattia Bellucci        | 144      | 8              |

* Ranking al 25 settembre 2023.

### Altri partecipanti
I seguenti giocatori hanno ricevuto una wild card per il tabellone principale:
- Diego Augusto Barreto Sánchez
- Darwin Blanch
- Martín Landaluce

I seguenti giocatori sono passati dalle qualificazioni:
- Akira Santillan
- Moez Echargui
- Billy Harris
- Martin Damm Jr.
- Daniel Cukierman
- Alberto Barroso Campos

Il seguente giocatore è entrato in tabellone come lucky loser:
- Daniel Cox

## Punti e montepremi
| Torneo    | Torneo              | V      | F     | SF    | QF    | 2T    | 1T    | Q | Q2  | Q1  |
| Singolare | Punti               | 100    | 60    | 36    | 20    | 9     | 0     | 5 | 2   | 0   |
| Singolare | Premi in denaro (€) | 16,020 | 9,415 | 5,555 | 3,240 | 1,900 | 1,160 | – | 580 | 290 |
| Doppio    | Punti               | 100    | 60    | 36    | 20    | –     | 0     | – | –   | –   |
| Doppio    | Premi in denaro (€) | 6,845  | 4,050 | 2,400 | 1,420 | –     | 800   | – | –   | –   |

## Campioni

### Singolare
Constant Lestienne ha sconfitto in finale  Hugo Grenier con il punteggio di 6(10)–7, 6–2, 6–4.

### Doppio
Niki Kaliyanda Poonacha /  Divij Sharan hanno sconfitto in finale  Jeevan Nedunchezhiyan /  John-Patrick Smith con il punteggio di 6–4, 3–6, [10–7].